# 岡部忠澄

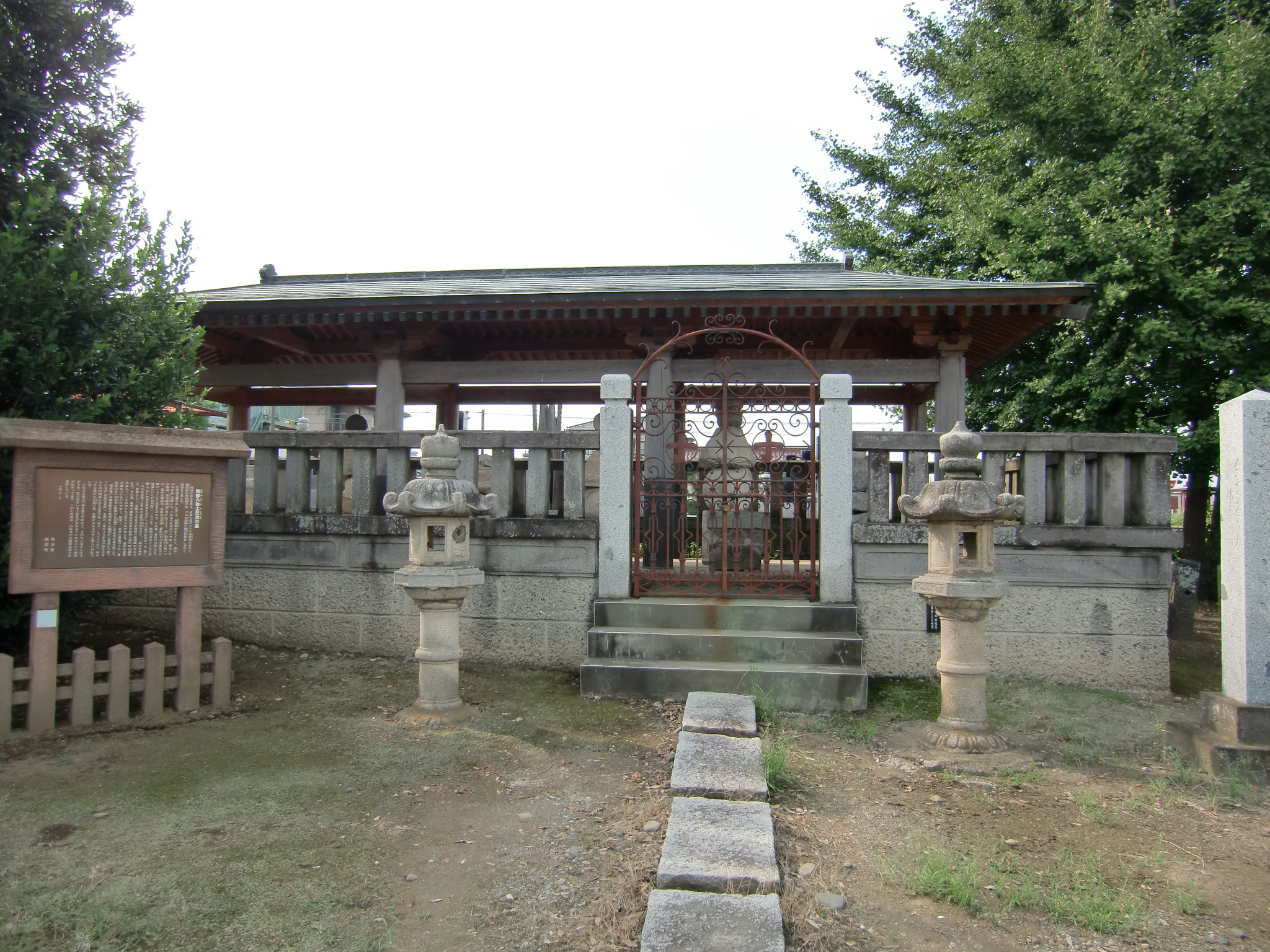
岡部忠澄の墓所（埼玉県深谷市）

岡部 忠澄（おかべ ただずみ）は、平安時代末期から鎌倉時代にかけての武将、御家人。武蔵七党の猪俣党の庶流岡部氏の当主。事績については詳細に乏しいが、『平家物語』における平忠度を討ち取ったエピソードで知られている。

## 来歴
保元の乱、平治の乱では源義朝の家人として、熊谷直実、斎藤実盛、猪俣範綱とともに従軍して活躍した。源義朝の死後は故郷の岡部に戻っていたが、治承4年（1180年）に義朝の遺児源頼朝が挙兵すると、それに従うこととなった。木曾義仲追討戦の後、源義経の指揮下に入り、寿永3年（1184年）の一ノ谷の戦いでは平忠度と組み討ち、討たれそうになるも３人の息子のうちの一人が助太刀して忠度の右腕を斬りおとしたことで形勢が逆転、観念した忠度は念仏を唱え、忠澄に斬られた。その後、忠澄は箙に結び付けられた文から自分が斬った男が忠度であることを悟り、惜しい人物を斬ってしまったと悔やんだという。この話は『平家物語』を典拠とする話である。 
平家滅亡後は源頼朝に従い、その御家人として奥州合戦や頼朝の上洛にも付き従った。建久8年（1197年）没。墓所は深谷市普済寺隣りの公園にある。夫人や他の岡部一族と共に埋葬されている。ただしこの墓は藤原助重のものだという見解もある。この墓地には石塔が六基あり、右から二番目のものが忠澄の墓とされている。

## 忠澄建立の忠度の墓
平忠度を討ち取った忠澄であったが、忠度の死を惜しみ、その霊を慰めるために所領の岡部原に五輪の塔を建立した。その後、五輪の塔は慶安2年（1649年）に、清心寺（深谷上杉氏家臣岡谷清英創建）に移築された。ただしこの五輪の塔から出土した遺物及び五輪の塔の形状から、これらは忠度や忠澄の生きた平安末期から100年ほど経過した後に建築されたものではないかとも考えられている。

## 関連作品
テレビドラマ
- 『新・平家物語』（1972年、NHK大河ドラマ、演：武田正信）